# João de Deus (Dichter)

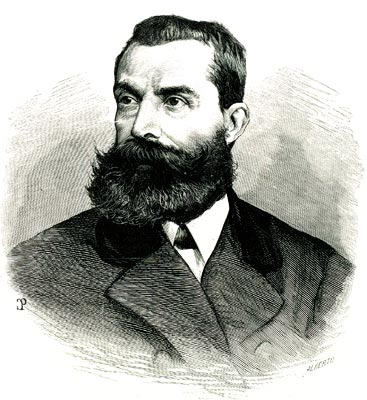
João de Deus Ramos (aus der Zeitung O Ocidente, 1878).

João de Deus Nogueira de Ramos (* 8. März 1830 in São Bartolomeu de Messines; † 11. Januar 1896 in Lissabon) war ein portugiesischer Dichter und Pädagoge.
Der Sohn eines Kaufmanns studierte Jura an der Universität Coimbra, wandte sich aber dann der Dichtung zu. Sein Gedichtband Flores do Campo machte ihn 1869 bekannt, doch neben seiner volkstümlichen Lyrik wurden vor allem seine Bemühungen im Kampf gegen den Analphabetismus geschätzt. Zu diesem Zweck verfasste er die Cartilha Maternal (1876), die Mutterfibel. Theodor Fontane lässt, angelehnt an einen Nachruf von Hedwig Wigger, in seinem Roman Der Stechlin den sozialdemokratisch angehauchten Pastor Lorenzen berichten, dass de Deus als „un santo“ (dt. ein Heiliger) bezeichnet und nach seinem Tod Staatstrauer in Portugal verhängt wurde. 1966 wurde sein Sarkophag aus dem Mosteiro dos Jerónimos in die Igreja de Santa Engrácia überführt, den nationalen Pantheon von Lissabon.
Im Geburtsort São Bartolomeu de Messines gibt es ein überlebensgroßes Denkmal, das ihn zwischen zwei Kindern mit Büchern zeigt, und ein Museum, in dem die privaten Räume rekonstruiert wurden, in denen er etwa zwanzig Jahre lang gelebt hat.